# Diócesis de Ponce
La diócesis de Ponce (en latín: Dioecesis Poncensis) es una circunscripción eclesiástica de la Iglesia católica en Puerto Rico. Se trata de una diócesis latina, sufragánea de la arquidiócesis de San Juan. Desde el 22 de diciembre de 2015 su obispo es Rubén Antonio González Medina, de los Misioneros Hijos del Inmaculado Corazón de María.

## Territorio y organización

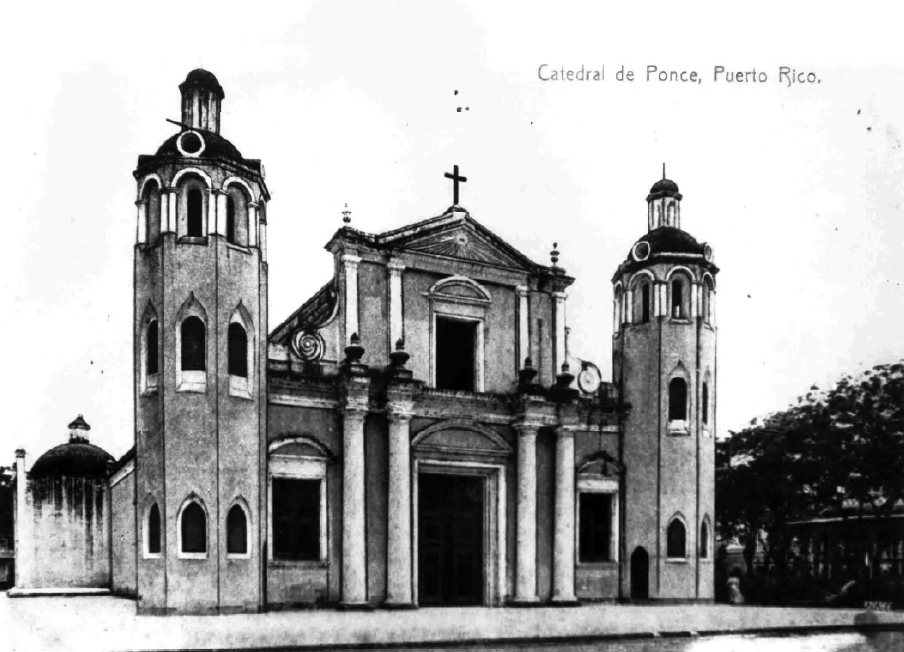
Catedral Nuestra Señora de Guadalupe con su antigua fachada neoclásica y sus torres originales destruidas en el terremoto del 1918

La diócesis tiene 830 km² y extiende su jurisdicción sobre los fieles católicos de rito latino residentes en 15 municipios: Ponce, Adjuntas, Arroyo, Coamo, Guánica, Guayama, Guayanilla, Jayuya, Juana Díaz, Patillas, Peñuelas, Salinas, Santa Isabel, Villalba y Yauco, así como el poblado de Castañer y la Misión Noell.
La sede de la diócesis se encuentra en la ciudad de Ponce, en donde se halla la Catedral de Nuestra Señora de Guadalupe.
En 2021 en la diócesis existían 43 parroquias, de las cuales 18 están en el municipio de Ponce.
La patrona de la diócesis es Nuestra Señora de la Guadalupe de quien lleva el título la iglesia catedral.

## Historia
La diócesis fue erigida el 21 de noviembre de 1924 con la bula Ad Sacrosancti Apostolatus Officium del papa Pío XI, obteniendo el territorio de la diócesis de San Juan.
La catedral de la diócesis de Nuestra Señora de la Guadalupe fue construida originalmente en la década del 1690. Fue parcialmente destruida por los temblores del 1918 y reconstruida con su actual fachada entre 1931 al 1937.
Inicialmente inmediatamente sujeta a la Santa Sede, pasó a formar parte de la provincia eclesiástica de San Juan el 30 de abril de 1960.
El 30 de abril de 1960 cedió una parte de su territorio para la erección de la diócesis de Arecibo mediante la bula Cum apostolicus del papa Juan XXIII.
El 4 de noviembre de 1964 cedió una parte de su territorio para la erección de la diócesis de Caguas mediante la bula Quod munus del papa Pablo VI.
El 1 de marzo de 1976 cedió otra parte de su territorio para la erección de la diócesis de Mayagüez mediante la bula Qui arcano Dei del papa Pablo VI.

## Estadísticas
Según el Anuario Pontificio 2022 la diócesis tenía a fines de 2021 un total de 378 520 fieles bautizados.
| Año                                                                             | Población            | Población | Población      | Sacerdotes | Sacerdotes    | Sacerdotes    | Bautizados por sacerdote | Diáconos permanentes | Religiosos | Religiosos | Parroquias |
| Año                                                                             | Bautizados católicos | Total     | % de católicos | Total      | Clero secular | Clero regular | Bautizados por sacerdote | Diáconos permanentes | Varones    | Mujeres    | Parroquias |
| ------------------------------------------------------------------------------- | -------------------- | --------- | -------------- | ---------- | ------------- | ------------- | ------------------------ | -------------------- | ---------- | ---------- | ---------- |
| 1949                                                                            | 900 000              | 1 000     | 90.0           | 113        | 25            | 88            | 7964                     |                      | 99         | 218        | 38         |
| 1966                                                                            | 698 968              | 735 756   | 95.0           | 162        | 49            | 113           | 4314                     |                      | 113        | 510        | 38         |
| 1970                                                                            | 575 470              | 593 562   | 97.0           | 162        | 63            | 99            | 3552                     |                      | 101        | 480        | 45         |
| 1976                                                                            | 653 671              | 767 849   | 85.1           | 146        | 45            | 101           | 4477                     | 2                    | 152        | 360        | 49         |
| 1980                                                                            | 489 000              | 543 000   | 90.1           | 121        | 44            | 77            | 4041                     | 7                    | 142        | 317        | 38         |
| 1990                                                                            | 436 000              | 543 265   | 80.3           | 118        | 51            | 67            | 3694                     | 41                   | 93         | 285        | 40         |
| 2000                                                                            | 443 000              | 552 125   | 80.2           | 123        | 62            | 61            | 3601                     | 71                   | 76         | 215        | 40         |
| 2001                                                                            | 483 000              | 604 210   | 79.9           | 116        | 63            | 53            | 4163                     | 71                   | 63         | 214        | 40         |
| 2002                                                                            | 498 736              | 624 080   | 79.9           | 114        | 61            | 53            | 4374                     | 69                   | 60         | 213        | 41         |
| 2003                                                                            | 474 759              | 593 448   | 80.0           | 122        | 65            | 57            | 3891                     | 69                   | 74         | 203        | 42         |
| 2004                                                                            | 474 959              | 593 548   | 80.0           | 126        | 64            | 62            | 3769                     | 86                   | 79         | 230        | 42         |
| 2013                                                                            | 489 500              | 628 300   | 77.9           | 112        | 66            | 46            | 4370                     | 102                  | 61         | 196        | 43         |
| 2016                                                                            | 483 000              | 621 700   | 77.7           | 108        | 68            | 40            | 4472                     | 97                   | 54         | 179        | 43         |
| 2019                                                                            | 378 792              | 505 520   | 74.9           | 83         | 55            | 28            | 4563                     | 94                   | 53         | 163        | 43         |
| 2021                                                                            | 378 520              | 505 190   | 74.9           | 74         | 49            | 25            | 5115                     | 91                   | 37         | 202        | 43         |
| Fuente: Catholic-Hierarchy, que a su vez toma los datos del Anuario Pontificio. |                      |           |                |            |               |               |                          |                      |            |            |            |

## Episcopologio
- Edwin Vincent Byrne † (23 de junio de 1925-8 de marzo de 1929 nombrado obispo de San Juan)
- Aloysius Joseph Willinger, C.SS.R. † (8 de marzo de 1929-12 de diciembre de 1946 nombrado obispo coadjutor de Monterrey-Fresno[nota 1])
- James Edward McManus, C.SS.R. † (10 de mayo de 1947-18 de noviembre de 1963 renunció[nota 2])
- Luis Aponte Martínez † (18 de noviembre de 1963 por sucesión-4 de noviembre de 1964 nombrado arzobispo de San Juan)
- Juan Fremiot Torres Oliver † (4 de noviembre de 1964-10 de noviembre de 2000 retirado)
- Ricardo Antonio Suriñach Carreras † (10 de noviembre de 2000-11 de junio de 2003 retirado)
- Félix Lázaro Martínez, Sch.P. (11 de junio de 2003 por sucesión-22 de diciembre de 2015 retirado)
- Rubén Antonio González Medina, C.M.F., desde el 22 de diciembre de 2015